# Skrajna desnica v Sloveniji
Skrajna desnica v Sloveniji zajema več trenutnih in nekdanjih skupin in organizacij, aktivnih na področju skrajno desne politične aktivnosti oz. skrajno desnega ekstremizma.

## Pregled
Skrajne desničarske skupine in subkulture v Sloveniji so bile tradicionalno v glavnem nedostopne za opazovalce, saj so tvorile zaprte skupnosti, v katere so nove člane včlanili obstoječi člani. Notranje razprave, kjer so člani razkrili svoje »prave obraze« in načrtovali skupinske dogodke, naj bi se večinoma odvijale prek spleta. Manj sporne razprave naj bi se odvijale tudi na Facebooku (Facebook je več slovenskih neonacističnih skupin uvrstil na interni seznam nevarnih organizacij).

### Zgodovinski pregled
V 2000-ih so policijske statistike razkrile porast števila kaznivih dejanj, ki so vključevala javno spodbujanje sovraštva, nasilja ali nestrpnosti, s petimi incidenti v letu 2000, do 13 leta 2005 in 19 leta 2008.
6. septembra 2011 je vodja Slovenske obveščevalno-varnostne agencije (SOVA) premierja Boruta Pahorja seznanil z dejavnostmi ekstremističnih skupin (zlasti Blood & Honour), ki so po oceni agencije predstavljale jasno neposredno nevarnost za nacionalno varnost.
Leta 2012 je SOVA pripravila poročilo o aktivnostih skrajnih skupin v Sloveniji. Po poročanju medijev je bila vlada do poročila odklonilna, saj je se je poročilo po mnenju vlade preveč osredotočalo na desni ekstremizem, po mnenju vlade pa bi se morala SOVA osredotočiti na levi ekstremizem.
Nasilni ekstremizem v Sloveniji vseeno ostaja razmeroma majhna grožnja.

## Neonacizem in neonacistične skupine
Neonacizem se je v Sloveniji pojavil v 1980-ih letih v obdobju razraščanja subkultur. Do vidne navzočnosti in organiziranja je med slovenskimi neonacisti prišlo kmalu po slovenski osamosvojitvi. 

Za časa leta 2010 so med najaktivnejše neonacistične skupine v Sloveniji spadale: Blood & Honour, Headhunters Domžale (tj. slovenska različica neonacistične skupine Combat 18) in Slovenski radikali. Neonacistična družbena dejavnost se je večinoma odvijala v Domžalah in Žirih, kjer so imeli člani v lasti oz. dostop do prizorišč za organiziranje raznih skupinskih dejavnosti (vključno z letnimi praznovanji Hitlerjevega rojstnega dne). V Domžalah ob prostoru neonacistov za skupinske aktivnosti obratuje tudi trgovina z oblačili, ki so priljubljena med neonacisti, v trgovini pa prodajajo tudi razno hladno orožje. Neonacisti razpolagajo tudi s prostori za urjenje borilnih veščin.
Neonacisti so vzpostavili tudi prijateljske odnose s svojimi kolegi v tujini, predvsem tistimi iz sosednjih držav. Čeprav neonacistične skupine v splošnem niso bolj pogoste kot v drugih državah in predstavljajo relativno nizko varnostno tveganje, je strpni odnos slovenskih oblasti do dogodkov, ki jih organizirajo neonacisti, povzročil razcvet zasebnih neonacističnih družabnih srečanj, zabav in koncertov; ker takšne dejavnosti v državi same po sebi niso prepovedane, je Slovenija po besedah parlamentarnega preiskovalnega odbora, ki je preučevala to vprašanje, postala »prava Meka za mednarodno dejavnost in sodelovanje skrajnežev«.
Facebook je slovenski B & H, Headhunters Domžale in Slovenske radikale uvrstil na interni seznam nevarnih organizacij.

### Blood & Honour
Vstopu slovenskih neonacistov v mrežo Blood & Honour so botrovali njihovi bolj uveljavljeni kolegi iz Srbije. Za časa leta 2005 je slovenska B & H upravljala spletno stran (registrirano v tujini, da bi se izognili zasegu domene) prek katere je zagovarjala neonacistično ideologijo. Za tem ko so hekerji vdrli v mednarodno računalniško mrežo B & H in podatke javno objavili, je bilo razkrito, da je bila slovenska frakcija B & H ena najštevilčnejših in najbolj aktivnih, članstvo pa po številčnosti primerljivo s španskim (prebivalstvo Španije je 20-krat večje od prebivalstva Slovenije). B & H je bila dejavna predvsem v osrednji regiji Slovenije, prihodke pa je ustvarjala s prirejanjem koncertov za svoje nemške kolege, ki zaradi ostrejšega preganjanja neonacizma v domovini takšnih dodogkov ne morejo prirejati oz. na njih ne morejo izražati podpore neonacizmu. Organizatorji koncerta zaupnikom lokacijo sporočijo tik pred začetkom dogodka, s čimer se poskušajo izogniti pozornosti policije.
Oktobra 2011 in novembra 2012 je slovenska podružnica praznovala 10. oz. 11. obletnico z dogodki v Domžalah in v Ljubljani (v slednjem primeru samo leta 2011). Oba dogodka sta pritegnila tudi udeležence iz tujine.

#### Incidenti in ekstremizem
Zaradi udeležbe v izgredih na demonstracijah proti vladnemu zakonu o malem delu iz leta 2010 je bil ovaden vsaj en član B & H.
Junija 2011 je skupina Tukaj je Slovenija priredila shod ob dnevu državnosti in nato s hrupom (med drugim z vzklikanjem gesla »Za Slovenijo! Dol z vlado!«) zmotila državno proslavo na Kongresnem trgu. Med udeleženci shoda je SOVA prepoznala 20 pripadnikov B & H.
Septembra 2011 je premierja Boruta Pahorja direktor Slovenske obveščevalno-varnostne agencije (SOVA) seznanil z ocenami agencije, da ekstremistične skupine - zlasti Blood & Honour - predstavljajo jasno in neposredno grožnjo za nacionalno varnost. Člani B & H (vključno z vodilnimi člani) naj bi se udeležili usposabljanj s strani pripadnikov Slovenske vojske na vojaškem poligonu in z naprednim orožjem, si sposojali vojaško orožje (raketomet), poskušali izvesti nakup pištol, pritiskali na detektive in posamezne politike, so bili vpleteni v neposredno korespondenco z norveškim teroristom in množičnim morilcem Andersom Breivikom tako prek pošte kot prek elektronske pošte (pri čemer je več članov B & H prejelo njegov manifest še pred Breivikovim pomorom).
Pripadniki B & H naj bi bili vpleteni v organiziranje nasilnih nemirov, ki so se zgodili med slovenskimi protesti leta 2012 in 2013 (organizirana skupina nasilnih agitatorjev, ki je zmotila večji protest v Ljubljani, pa je bila po navedbah policije usposobljena, najeta in odškodnina, potencialno s strani strani politične stranke).
Leta 2014 je Svet24 objavil fotografije (posnete decembra 2012) sestanka med vodilnimi člani slovenske B & H (vključno z domnevnim voditeljem slovenske B & H in Head Hunters Domžale) in pripadniki romske kriminalne združbe, ki se ukvarja s preprodajo kokaina in heroina. Predstavniki omenjenih skupin naj bi na sestanku sklenili poslovno kupčijo. Po navedbah virov Sveta24, ki so bili v preteklosti člani slovenske B & H, naj bi vodilni člani B & H neonacistično skupino iz ideološkega gibanja preobrazili v kriminalno združbo, ki se ukravja z drogami in orožjem. Razkritje prijateljevanja vodstva B & H z romskimi kriminalnimi združbami naj bi med članstvom slovenske B & H privedlo do razkola; člani naj bi zaradi nezadovoljstva bojkotirali enega od dogodkov B & H (katerega slike je Svet24 prav tako objavil), ki je bil posledično slabo obiskan.

### Povezave s politiko
Glede na ugotovitve SOVE iz leta 2021 je B & H soustanovila provladno skupino Rumeni jopiči kot protiutež protivladnim protestom.
Februarja 2023 so po navedbah Mladine privrženci neonacizma poskusili in skoraj uspeli prevzeti nadzor nad vodstvom Mladinskega sveta Ljubljana (MSL), ko je tedanji predsednik MSL predlagal volitve o novem vodstvu MSL: vsaj štirje od desetmestne vodstvene kandidatne liste v organizaciji so predstavljali skrajni desničarji: eden (sicer neonacist) kot predsednik, eden kot podpredsednik in pa dva kot člana tričlanskega nadzornega sveta. Seja z namenom izvolitve novega vodstva je bila sklicana neušpevajoč statut organizacije, ki določa objavo kandidatne liste 45 dni pred takšno sejo. MSL financira mestna občina Ljubljana, MSL pa nato odloča o razporejanju sredstev med konstituentne organizacije, med katere spadajo tudi Informacijski center Legebitra in Društvo Parada ponosa.

## Skrajno desne skupine in organizacije

### Skinheadi
Tako kot drugod po svetu so bili slovenski skinheadi sprva (konec 80-ih let) večinoma »pivci, zabavljači, pretepači, športni navdušenci, domoljubi in protikomunisti«, nakar so tekom 90-ih let postali skoraj izključno »nacistična in rasistična« subkultura. Tekom 2000-ih let so skinheadi postali manj javno vidni in manj nasilni ter so se večinoma ukvarjali z organizacijo nazi rock in Oi! koncertov ter skupinskih dogodkov, kjer so se člani udeleževali različnih družabnih in športnih dejavnosti (npr. turnirji z zračno puško). Njihova subkultura je temeljila na medosebnih oz. družbenih povezavah z izrazito dihotomijo med mlajšimi in starejšimi člani (slednji so bili manj politični). Medtem ko je nacizem ostal njihova temeljna ideologija, so skinheadi začeli vzpostavljati mednarodne stike in povezave, njihov ideološki poudarek pa se je preusmeril z ultranacionalizma na beli nacionalizem, kar je privedlo do vzpona slovenske podružnice neonacistične skupine Blood & Honour (ki izvira iz Velike Britanije) med slovenskimi skinheadi. Neonacistične skupine so hkrati postopoma diverzificirale svoje članstvo in svojo javno podobo odmaknile od »nacističnih skinov«, da bi razširile svoj apel.

### Nogometni huligani
Med slovenskimi športnimi navijaškimi skupinami oz. ultrasi in skrajno desnimi političnimi skupinami obstaja precejšnje prekrivanje; nogometni huligani (zlasti člani Green Dragonsov (navijači FC Ljubljana) in Viol (navijači FC Maribor)) so pogosto vpleteni v skrajno desničarsko politično sceno ter v incidente skrajno desnega političnega nasilja. Neonacizem se je v teh navijaških skupinah začel ukoreninjati po letu 2005. Leta 2016 so bili tako GD kot Viole sankcionirani zaradi izkazovanja sovražnih simbolov med igro (prvi »slovansko svastiko«, drugi pa keltski križ).

### Tukaj je Slovenija
Tukaj je Slovenija je bila skrajno desna organizacija, ki je od oktobra 2005 obratovala priljubljeno skrajno desno spletno stran in spletni forum. Skupina je bila še posebej uspešna pri novačenju mladih in predvsem dejavna na področju razširjanja svojih značilnih nalepk. Po navedbah iz leta 2007 naj bi skupina (v »zadnjem obdobju«) polepila 10.000 takšnih nalepk po celotni Sloveniji. Nalepke skupine so se pojavile celo na Hrvaškem.
Junija 2011 je skupina Tukaj je Slovenija v ljubljani priredila shod ob dnevu državnosti in nato s hrupom (med drugim z vzklikanjem gesla »Za Slovenijo! Dol z vlado!«) zmotila državno proslavo na Kongresnem trgu. Med udeleženci shoda je SOVA identificirala 20 pripadnikov neonacistične skupine B & H.
Tukaj je Slovenija je tekom delovanja mlade nacionaliste rekrutirala med neonaciste. Vodja skupine je po navedbah več virov simpatizer neonacizma. Omenjeni vodja skupine se je kasneje izpostavljal kot javni govorec skupine Rumeni jopiči, sodeloval pa je tudi pri shodu pred ljubljanskim sodiščem v podporo napadalcem na gejevskega aktivista, na protivladnem protestu novembra 2012 v Ljubljani pa je sodeloval pri pretepu mirnega protestnika.

### Avtonomni nacionalisti Slovenije
Avtonomni nacionalisti Slovenije - slovenska frakcija konstelacije neonacističnih skupin Autonome Nationalisten – so bili alt-right skupina, ki je bila dejavna v začetku leta 2010. Skupina je upravljala spletno stran in se ukvarjala z razširjanjem plakatov in grafitov z ideološko propagando. Osredotočali so se na »obrambo bele rase« in zagovarjali beli nacionalizem in ksenofobne ideje. Skupina je nasprotovala »priseljevanju, islamizaciji Evrope, homoseksualnim družinam, zlorabi alkohola in mamil, nasilju nad živalmi [...] kapitalizmu, liberalizmu, demokraciji, komunizmu in anarhiji«, splavu in okoljevarstvu. Sporočila skupine so vključevala keltski križ (ki ga je skupina posvojila kot svoj simbol), z dodanim geslom White Pride World Wide.
Člani skupine so domnevno med demonstracijami leta 2011 pred stavbo parlamenta vzklikali »Dol vlada, za Slovenijo!« med izvajanjem nacističnega pozdrava. Skupina je razširjala plakate, ki so nasprotovali novemu družinskemu zakoniku, o katerem se je leta 2012 odločalo na referendumu. Plakati so prikazovali sliko dveh moških ekshibicionistov med spolnim odnosom, pospremljeno s sporočilom: »NESPREJEMLJIVO Bi prepustili svoje otroke v vzgojo in oskrbo takim ljudem? [...] Zaščitimo svoje otroke in ne dovolimo, da postanejo »igrače« perverznežev. [...]«, in pa nacistično propagandno podobo, ki je prikazovala »idealno« arijsko družino in krivila splav in istospolna partnerstva za nizko rodnost in domnevno slabo stanje naroda. Slovenski Avtonomni nacionalisti so bili osumljeni tudi tesne vpletenosti v snovanje nasilne disrupcije in posledičnih izgredov med protestom leta 2012 v Ljubljani (za Avtonomne nacionaliste je namreč značilna posvojitev protestniške taktike črnega bloka, ki je bolj značilna za nasilne skrajno leve protestnike). 

### Radikalna Ljubljana
Radikalna Ljubljana je bila »radikalno desna urbana nacionalistična« skupina, ki je zagovarjala panslavizem (v smeri katerega se je po navedbah predstavnikov skupine razvila iz »pro-germanske« ideologije). Skupina je nasprotovala LGBTQ skupnosti, levici, beguncem in imigrantom. Njihov predstavnik je medijem povedal, da so se želeli distancirati od drugih skrajno desnih skupin, ki so jih smatrali za neonacistične. Kljub temu so strokovnjaki menili, da Radikalna Ljubljana še vedno predstavlja neofašistično in neonacistično skupino. Skupina se je večinoma ukvarjala s spletno politično aktivnostjo in risanjem političnih grafitov. Facebook stran skupine je nasprotovala zahodnim liberalcem in marksistom, ki da financirajo »različna izrojena gibanja in pojave v vzhodni Evropi«, vsebovala pa je tudi primere homofobije in antisemitizma.

### Generation Identity Slovenija
Dejavnost slovenske veje skrajno desnega oz. alt-right Identitarnega gibanja se je začela vzpenjati v mesecih pred slovenskimi parlamentarnimi volitvami leta 2018. Lokalna podružnica – Generation Identity Slovenija – nasprotuje migrantom, homoseksualcem, liberalcem, globalistom, Sorosu in socialistom. Informacije o skupini – njenem vodstvu, članstvu in notranji strukturi – so skope. Skupina je bila aktivna v Ljubljani, Mariboru in Velenju (po lastnih navedbah naj bi bili dejavni šev v Domžalah). Članstvo naj bi si delila z dvema največjima slovenskima navijaškima skupinama; Green Dragons in Violami. Slovenska GI vzdržuje tudi tesne naveze s kolegi iz drugih držav, zlasti Avstrije (slovenskimi člani sodelujejo na dogodkih avstrijskih Identitarcev). Dejavnosti skupine so vključevale razširjanje političnih nalepk, napisov in grafitov, foto-priložnosti s političnimi podtoni oz. sporočili in dejavnost na družabnih medijih. Člani slovenske podružnice so se udeleževali tudi protestov (zlasti tistih proti pravicam LGBT, migrantom in gradnji džamije) in izletov oz. kampiranj, kjer se člani spoznavajo in družijo ob paravojaškem usposabljanju.

### Inštitut za domoljubne vrednote
Inštitut za domoljubne vrednote je bil ustanovljen konec leta 2016 kot »institucija, ki si prizadeva razvijati in spodbujati domoljubje in ohranjati dediščino«. Ustanovil ga je lokalni uradnik Slovenske demokratske stranke.
Inštitut organizira družabne dejavnosti, kot so tečaji osebne obrambe Krav Maga in slovesno polaganje venca na grob Rudolfa Maistra. Pod okriljem Inštituta deluje tudi Divizija Rudolf Maister, ki je »pripravljen iti v boj proti kolaboraciji levih fašistov antifa in radikalnih muslimanov«. Po navedbah zbornika Racist Extremism in Central & Eastern Europe je Divizijo Rudolf Maister na začetku 21. stoletja ustanovila neonacistična skupina Blood & Honour.
Inštitut je gostil tudi politične razprave; konec januarja 2018 je gostil srečanje s predstavniki SDS (poslanec Branko Grims), Slovenske narodne stranke in Zedinjene Slovenije (Andrej Šiško (ki je prav tako zastopal društvo Hervardi)). Med srečanjem se je Grims zavzel za Trumpa in proti »globalistom«, ki naj bi jih vodil George Soros, pa tudi Rothschildi in druge družine bogatih finančnih špekulantov, proti katerim naj bi se boril Trump.

### Štajerska varda
Štajerska varda je slovenska paravojaška skupina, ki jo vodi Andrej Šiško. V javnosti je prvič postala znana septembra leta 2018.

### Rumeni jopiči
Rumeni jopiči so slovenska desničarska skupina, ki je predvsem aktivna kot proti-protestniška skupina ki podpira tretjo vlado Janeza Janše in nasprotuje protestom zoper to vlado. Rumeni jopiči so se v javnosti prvič pojavili junija 2020. 

### Društvo za promocijo tradicionalnih vrednot
Društvo za promocijo tradicionalnih vrednot je slovenska nevladna organizacija, ustanovljena marca 2019, ki je povezana s skrajno desnim gibanjem Generacija identitete v Sloveniji in skupino Rumeni jopiči. Društvo je med drugim izdajatelj spletnega medija Nacionalna tiskovna agencija in avtor knjig slovenske veje gibanja Generacija identitete.

## Incidenti

### Časovnica
- Leta 2009 je bil med tednom Parade ponosa pred lokalom za istospolno usmerjene (Cafe Open) v Ljubljani fizično napaden aktivist za pravice istospolno usmerjenih. Aktivista je napadlo 9 storilcev med tem, ko je kadil pred lokalom. Napadalci so bili oblečeni v črno in zamaskirani s kapucami, kapami in maskami. Napadalci so nosili kamenje, rdeče pirotehnične bakle in hokejske palice ter vzklikali »pedri«. Napadalci so aktivista pretepli, razbili okno lokala in v poslopje odvrgli baklo ter pobegnili. Po napadu so bili aretirani trije od devetih napadalcev. Napad je bil dokazan kot predhodno načrtovan. Trojica je v nasprotju z nekaterimi drugimi storilci zanikala simpatiziranje s skrajno desnico, kljub temu, da je eden od njih posedoval nacistično literaturo in neonacistično parafenelijo (Blood & Honour majico in majico s podobo nacističnega voditelja Rudolfa Hessa).[2] Po obsodbi trojice na leto in pol zaporne kazni je okoli domnevnih sošolcev in prijateljev obsojenih priredilo shod pred sodiščem, da bi izrazili nestrinjanje z domnevno prehudimi kaznimi. Sumi se, da so omenjeni shod marca 2010 v resnici organizirali neonacisti.[8][57][58] Junija leta 2010 je bilo pročelje Cafe Open in dom sodnika, ki je obsodil trojico, vandalizirano s sovražnimi grafiti.[20] Skozi okno lokala je bila tudi vržena granitna kocka.[8] Leta 2014 je vrhovno sodišče razveljavilo obsodbo trojice na podlagi neupravičene hrambe DNK dokazov, na podlagi katerih je bila trojica aretirana. Tožilstvo je odstopilo od nadaljevanja pregona.[59]
- Leta 2009 je skupina črnosrajčnikov grozila organizatorjem Tolerance Action v Mariboru. Predstavnik organizacije za pravice istospolno usmerjenih, ki je bil prisoten ob incidentu, je navedel, da do nasilnega obračuna ni prišlo zgolj zaradi prisotnosti najetih varnostnikov.[3]
- V začetku leta 2010 se je neonacistično nasilje razširilo na manjša mesta, z incidenti v Kopru, Slovenj Gradcu, in Ilirski Bistrici (kjer je prišlo do napada mladinskega centra).[8][10]
- Aprila leta 2010 je skupina treh neonacistov fizično napadla študente ljubljanske filozofske fakultete. Študenti so pred tem predstavljali novo izdajo študentskega časopisa, v katerem so pogosto izražali nasprotovanje nacizmu in neonacizmu. Napadeni so bili med tem, ko so zapuščali zgradbo.[60][61][62] Leto poprej je skupina 10-15 samooklicanih »nacionalnih socialistov« vstopila v fakulteto in med sporom napadla snemalca okrogle mize, kjer so razpravljali o »sovražnem govoru neonacizma in neofašizma v Sloveniji«.[63]
- Maja leta 2010 se je študentska demonstracija pred poslopjem državnega zbora sprevrgla v nasilen izgred. Udeleženci so začeli zgradbo DZ obmetavati z granitnimi kockami in poškodovali več policistov in pročelje parlamenta. 30 oseb je bilo aretiranih. Kasneje so bili na podlagi poročanja o prisotnosti vsaj enega člana Blood & Honour in kasnejših razkritji na podlagi dokumenta obveščevalne agencije potrjeni sumi, da so bili v incident vpleteni neonacisti oz. skinheadi.[17]
- Julija leta 2010 je skupina skinheadov napadla skupino gostov ljubljanskega lokala. Napadalci so sprva verbalno napadli goste, med katerimi so bili državljani Kube in ženske. En napadalec je nato enega izmed Kubancev po glavi udaril s stekleno flašo nakar je skupina napadalcev nad žrtve začela metati kamne in steklenice. Povod za napad je bilo verjetno tuje državljanstvo nekaterih od žrtev.[20]
- Novembra leta 2011 so študenti ljubljanske filozofske fakultete, ki so objavljali študentski časopis, prek spletne pošte prejeli grožnjo, da bo »[...] prečrtavanje svastik striktno kaznovano«. Omenjena fakulteta je bila deležna tudi incidenta, ko je skupina neonacistov zmotila razpravo na okrogli mizi in napadla govorca (hitro posredovanje policije je preprečilo stopnjevanje konflikta).[64] Fakulteta je bila poprej tudi žrtev skrunitve z grafiti svastik in neonacističnih sloganov.[65]
- Konec leta 2012 je skupina organiziranih nasilnih agitatorjev pred parlamentom zmotila do tedaj miren protivladni protest v Ljubljani, pri čemer je vsaj 10 oseb utrpelo telesne poškodbe (vključno z več policisti in fotografom), 33 posameznikov pa je bilo zaradi nasilja aretiranih. Med nasilneži so bili nogometni huligani, neonacisti in člani ekstremističnih skrajno desnih skupin.[2][28][66][67][17][68]
- Konec leta 2015 in v začetku leta 2016 je bivši novomeščanski Sokolski dom, ki je bil preurejen v skvat, žrtev več napadov. V obdobju napadov so v Sokolskem domu hranili humanitarno pomoč za begunce. Konec decembra leta 2015 je bila v vhodna vrata doma vržena molotovka, zaradi česar so zagorela lesena vrata. Večje škode po hitrem odzivu gasilcev napad ni pustil. Očividci so navedli, da sta napad izvedla dva napadalca (eden je med napadom nosil pulover s podobo svastike). Mesec pred zažigalnim napadom so bila vrata doma oskrunjena s svastiko.[69][70] Dom je bil še tretjič napaden februarja leta 2016; poslopje zgradbe je bilo oskrunjeno s svastiko, keltskim križem in napisom »izdajalci«. Napadalci so za sabo pustili tudi grozeče sporočilo, da bodo zgradbo požgali.[71][72]
- Junija leta 2016 je skvat v bivši ljubljanski Tovarni Rog napadla skupina zamaskiranih napadalcev. Malo pred polnočjo je skupina 30 zamaskiranih napadalcev, oboroženih s pirotehniko, kamni in kiji prišla ob poslopje zgradbe. Napadalci so poslopje obmetavali z granitnimi kockami in petardami in prisotnim v zgradbi grozili s požigom. Vsaj 6 oseb je bilo poškodovanih; ena je utrpela hujše poškodbe. Napadalci so se po prihodu policije razbežali, 6 (starih od 17 do 20 let) pa je policija uspela prijeti.[73][74] Ob napadu je bilo na območju Tovarne Rog okoli 150 oseb.[75] V mesecih pred incidentom so uporabniki Tovarne Rog sodelovali pri pomoči beguncem.[76]
- Novembra leta 2017 je prišlo do napada na območju alternativnega kulturnega centra Pekarna v Mariboru. Ponoči je petčlanska skupina prispela na območje kulturnega centra in priklicala umetnika, ki živi v kulturnem centru. Ko je umetnik odklenil vrata je eden izmed skupine dvignil majico in razkril neonacistične tetovaže ter fizično napadel žrtev. Po prepričanju žrtve je bil na napad politično motiviran.[23][77]
- Junija leta 2018 so se po Velenju pojavili plakati z nacističnimi simboli in slogani.[78]
- Septembra leta 2018 so se v javnosti pojavile slike in posnetki paravojaške formacije. Za vodjo skupine se je kasneje izkazal obrobni desni politik Andrej Šiško. Šiško je bil posledično aretiran na podlagi suma storitve več kaznivih dejanj, vključno z nezakonitim posedovanjem orožja in ščuvanja k spremembi ustavnega reda.[79][80][81]
- Novembra leta 2020 je med protestom v Ljubljani prišlo do nasilnih izgredov. Izgrede je zanetila skupina dobro organiziranih nasilnežev, med katerimi so bili nogometni huligani.[82][83] Prav tako pa se je na socialnih omrežjih napovedovalo prisotnost privržencev provladne skupine Rumeni jopiči.[83] Slovenska obveščevalna služba naj bi na protestu pričakovala prisotnost tako privržencev skrajno desne skupine Blood & Honour kot skrajno leve Antife, a nato ni zaznala prisotnosti niti enih niti drugih.[84]
- Oktobra 2022 je na Shodu za življenje v Ljubljani na Prešernovem trgu prišlo do napada znanega neonacista in nekdanjega vodjo skupine Tukaj je Slovenija (ki se je udeležil Shoda za življenje) na udeležence protishoda, ki so izražali nestrinjanje z Shodom za življenje, pri čemer je bila vidno poškodovana vsaj ena udeleženka protishoda. Policija je v odzivu na medijsko vprašanje potrdila, da je bil v povezavi s shodom zaznan konflikt med dvema kršiteljema, ki je iz besednega prešel v fizičnega, a da sta po posredovanju policistov oba odnehala s kršitvami - proti obema je bil uveden postopek zaradi kršitve javnega reda in miru. Shoda za življenje se je sicer udeležila skupina privržencev neonacizma in/ali Rumenih jopičev.
- Junija 2023 so Rumeni jopiči napadali udeležence Parade ponosa.[85]

### Ljubljanski protest 30. novembra 2012
30. novembra 2012 je skupina dobro organiziranih nasilnih agitatorjev zmotila večji protest slovenskih protestov 2012–2013 (t.i. »vseslovenskih vstaj«); protest levičarjev v Ljubljani, ki je potekal pred stavbo parlamenta in zahteval odstop vlade Janeza Janše. Več deset mlajših moških - nekateri izmed njih z zamaskiranimi obrazi - je v paravojaški formaciji prodrlo v množico protestnikov. Skupina je nosila napise, ki so med drugim prikazovali keltski križ, vzklikala pa nacistična gesla in uprizarjala nacističen pozdrav. Skupina je pričela obračun s policijo, ki jo je obmetavala močnimi petardami, steklenicami, granitnimi kockami, molotovkami in doma narejenimi eksplozivnimi napravami. Ko se je spopad sprevrgel v izgrede s policijo, ki se je po ulicah Ljubljane borila z manjšimi skupinami izgrednikov, je bil mobiliziran policijski helikopter in vodni top (prvi primer njegove uporabe v zgodovini samostojne Slovenije).
10-15 policijskih policistov je utrpelo telesne poškodbe (trije s poškodbami glave zaradi udarcev granitnih kock), v ljubljanskem kliničnem centru pa je bilo 10 oseb oskrbovanih zaradi poškodb, prejetih med protesti, vključno s tremi policisti in fotografom.
Nasilno skupino so sestavljali nogometni huligani, neonacisti in člani skrajno desničarskih ekstremističnih skupin (vsaj nekateri so bili tudi člani Blood & Honour, Headhunters Domžale in Green Dragons). Po navedbah policije naj bi bili vsaj nekateri med nasilnimi agitatorji usposobljeni, najeti in plačani, policija pa je preiskovala sum, da je agitatorje najela in plačala katera politična stranka. Pozneje je bilo tudi razkrito, da sta bila med aretiranima tudi dva pripadnika slovenskih oboroženih sil.
Zaradi incidenta je bila ustanovljena parlamentarna preiskovalna komisija, da bi je preučila delovanje ekstremističnih skupin v Sloveniji in njihove morebitne politične povezave ter prilagodila zakone tako, da bi se bolj učinkovito zoperstavljali ekstremizmu.